# Buzz Caner
 (juin 2017).
Si vous disposez d'ouvrages ou d'articles de référence ou si vous connaissez des sites web de qualité traitant du thème abordé ici, merci de compléter l'article en donnant les références utiles à sa vérifiabilité et en les liant à la section « Notes et références ».
Albums de Chaos A.D.
Remixes 12"
(1998)
Albums par Thomas Jenkinson
Hard Normal Daddy
(1997) Music Is Rotted One Note
(1998)
Buzz Caner est le premier — et le seul à ce jour — album de Chaos A.D., un autre pseudonyme de Thomas Jenkinson plus connu sous le nom Squarepusher, musicien et compositeur de musique électronique, sorti le 25 mai 1998 chez Rephlex Records.
Deux des titres (Psultan Part 1 et Bioslate) sont remixés pour faire partie d'un EP intitulé Remixes 12" (voir infra).
La pochette de l'album est illustrée par une photo de cassettes audio enchevêtrées, censées représenter la grande quantité d'oeuvres inédites de Jenkinson.

## Caractéristiques musicales
Pour AllMusic, le son de Buzz Caner est à « mille lieues » de celui habituellement proposé par Squarepusher : davantage orienté vers l'acid et la trance, ce qui le rapproche du catalogue d'Aphex Twin. John Bush ajoute que « si les voix filtrées au vocoder de Generation Shit constituent peut-être le moment le plus kitch de l'album, le morceau suivant, Dreaded Pestilence, est inspiré et inventif. »

## Liste des titres
Toutes les chansons sont écrites et composées par Thomas Jenkinson.
| 1.    | Thin Life                       | A1 | 5:20 |
| 2.    | Mess Head                       | A2 | 7:06 |
| 3.    | Bioslate                        | B1 | 6:35 |
| 4.    | Generation Shit                 | B2 | 3:10 |
| 5.    | Dreaded Pestilince              | C1 | 6:22 |
| 6.    | Mind War Electro                | C2 | 9:00 |
| 7.    | Friend Track                    | D1 | 3:54 |
| 8.    | Psultan Part 1                  | D2 | 5:17 |
| 9.    | Theme From Cumberland Wrestling | E1 | 4:39 |
| 10.   | Male Pill Part 6                | E2 | 6:51 |
| 11.   | Up The Gary                     | F1 | 6:21 |
| 12.   | Davey's Safety Lamp             | F2 | 6:12 |
| 70:53 |                                 |    |      |

## Remixes 12"
Albums de Chaos A.D.
Buzz Caner
(1998)
Albums par Thomas Jenkinson
Hard Normal Daddy
(1997) Music Is Rotted One Note
(1998)
Remixes 12" est un EP de Chaos A.D., un alias de Squarepusher (de son vrai nom Thomas Jenkinson), musicien et compositeur de musique électronique, sorti en 1998 chez Rephlex.
Cet album n'existe qu'au format vinyle et se compose  de remixes de 2 des titres de l'album Buzz Caner. Il contient un remix de Psultan part 1, par Squarepusher lui-même, et 3 remixes de Bioslate réalisés par un de ses frères, Andy Jenkinson (dit Ceephax Acid Crew).
Le remix Psultan (Squarepusher Mix) apparaît également dans la compilation The Braindance Coincidence (2001), parue chez Rephlex.

### Liste des titres
Toutes les chansons sont écrites et composées par Thomas Jenkinson.
| A.    | Psultan (Squarepusher Mix) | 6:45 |
| B1.   | Bioslate (Every Time Mix)  | 1:06 |
| B2.   | Bioslate (Tarzan Mix)      | 1:46 |
| B3.   | Bioslate (Headstrong)      | 2:57 |
| 12:39 |                            |      |

### Sources et liens externes
- (en) « Chaos A.D. - Remixes 12" » (album), sur Discogs
- Chaos A.D. - Remixes 12"  sur MusicBrainz